# جون جيمس (عازف جاز)
جون جيمس (بالإنجليزية: John James)‏ هو عازف جاز بريطاني، ولد في 1943 في Lampeter ‏ في المملكة المتحدة.

## وصلات خارجية
- الموقع الرسمي
- جون جيمس على موقع ميوزك برينز (الإنجليزية)
- جون جيمس على موقع ديسكوغز (الإنجليزية)